# Carmen Patricia Salazar Campillo
Carmen Patricia Salazar Campillo (4 de marzo de 1976 en Hermosillo, Sonora) es una abogada mexicana que trabaja en conjunto con diferentes organizaciones para erradicar la violencia contra las mujeres en el ejercicio de política y derecho electoral.

## Biografía
Obtuvo sus estudios en la Universidad del Noroeste como licenciada en Derecho. Cuenta con un Diplomado en materia de Derecho constitucional, Derechos Humanos, Garantías Individuales y Amparo.
Es egresada de la Universidad de Guadalajara con maestría en Derecho Constitucional y Administrativo enfocado en Derecho Electoral.
Dentro del ámbito profesional ha destacado como presidenta en el Poder Judicial de la Federación en el Juzgado Tercero de Distrito en el Estado de Sonora; al igual que Primer Vocal del Consejo Directivo de la Asociación de Tribunales y Salas Electorales de la República Mexicana (ATSERM), para posteriormente asumir el puesto de Vicepresidenta de dicha organización.
Ha fungido como asesora Jurídica en Administración Pública y Derecho Electoral y como directora general de Asuntos Jurídicos de la Secretaría de Salud Pública del Estado de Sonora.
A partir del 13 de diciembre del 2012 fue nominada por el Congreso del Estado de Sonora para ser la Magistrada Propietaria del Tribunal Estatal, teniendo el título por 9 años y el 2 de octubre de 2014, funge el puesto de Magistrada Electoral del Estado.

## Aportaciones
Dentro de su participación en la lucha contra la violencia hacia las mujeres, es integrante activa de la Asociación Internacional de Mujeres Juezas y fue partícipe en la impulsión de la reforma al Artículo 150 A de la Constitución Política del Estado de Sonora, en el cual establece que “mujeres y hombres tienen los mismos derechos civiles y políticos para ser electas y electos en igualdad de condiciones”.
El 2 de diciembre del 2019 fue electa Presidenta del Observatorio de Participación Política de las mujeres en Sonora para el periodo de 2019-2020.
En su presidencia se desarrollaron e implementaron actividades en materia de participación de las mujeres en el estado; sin embargo, la “Armonización legislativa en materia política en contra de las mujeres en razón de género y paridad en todo”, fue lo que destacó bajo su periodo. Esta reforma fue aprobada por el Consejo del Estado de Sonora el 28 de mayo de ese año y tiene como finalidad la protección de los derechos políticos y electorales de las mujeres.